# Gordura monoinsaturada
Gordura monoinsaturada, na nutrição, é um ácido graxo com uma ligação dupla na molécula. Está presente em alimentos como o azeite de oliva, castanha-de-caju, abacate, amendoim e óleo de palma. Dentre suas funções estão a manutenção da integridade das membranas das células, aumento do HDL e diminuição do LDL, possui ação antioxidante no organismo.